# Biskupie (województwo lubelskie)
Biskupie – wieś w Polsce położona w województwie lubelskim, w powiecie lubelskim, w gminie Wysokie.
Wieś szlachecka położona była w drugiej połowie XVI wieku w powiecie lubelskim województwa lubelskiego. W latach 1975–1998 miejscowość administracyjnie należała do województwa zamojskiego.
Wieś stanowi sołectwo gminy Wysokie. Według Narodowego Spisu Powszechnego z roku 2011 wieś liczyła 248 mieszkańców.

## Historia
Wieś osadzona w co najmniej XIV wieku.

Już od 1328 r. własność biskupów lubuskich (stąd pochodzi nazwa), którzy od króla Władysława Łokietka otrzymali prawo zorganizowania Kościoła katolickiego na pograniczu polsko - ruskim.
 
Przed 1388 r. wieś przeszła na własność Dymitra z Goraja, wchodząc w skład jego włości turobińskiej.

W początkach XV stulecia poprzez małżeństwo przeszła do możnego wielkopolskiego rodu Szamotulskich, w połowie XVI w. do hrabiostwa Górków, następnie Czarnkowskich, zaś od 1595 r. do Jana Zamoyskiego. W 1578 r. Biskupie posiadały wówczas 13 ¾ łana (tj. 232 ha) użytków pod uprawę.
W rękach Zamoyskich wieś pozostawała do II połowy XIX w., do końca należąc do turobińskiego klucza ordynacji. 
Wojna i okupacja
Podczas okupacji, 10 marca 1944 r. w okolicach wsi rozegrała się bitwa z Niemcami 1 Ukraińskiej Dywizji Partyzanckiej, wspomaganej przez oddziały BCh.